# Bonne Blague
Pour plus de détails, voir Fiche technique et Distribution.
Bonne Blague (Wedding Present) est un film américain réalisé par Richard Wallace, sorti en 1936.

## Synopsis
Monica "Rusty" Fleming et Charlie Mason sont deux journalistes de Chicago, dont les méthodes fort peu conventionnelles viennent à bout de la patience de leur rédacteur en chef Pete Stagg, qui démissionne. Rusty voudrait bien que Charlie l'épouse, mais lui repousse toujours cette éventualité. Alors que Rusty est en vacances, Charlie est nommé à la place de Stagg, mais il s'avère être un véritable tyran. Lorsqu'elle revient, elle ne peut supporter ce changement d'attitude et part pour New York. Elle y rencontre Roger Dodacker, un auteur, qui va la demander en mariage. En apprenant cela, Charlie va essayer de ruiner la cérémonie.

## Fiche technique
- Titre original : Wedding Present
- Titre français : Bonne Blague
- Réalisation : Richard Wallace
- Scénario : Joseph Anthony, d'après la nouvelle Wedding Present de Paul Gallico
- Direction artistique : Hans Dreier, A. Earl Hedrick (en)
- Décors : George T. Nicoll
- Costumes : Irene, Travis Banton
- Photographie : Leon Shamroy
- Son : Jack Goodrich
- Montage : Robert Bischoff
- Musique : Gerard Carbonara, John Leipold, Marlin Skiles
- Production : B. P. Schulberg
- Société de production : Paramount Pictures
- Société de distribution : Paramount Pictures
- Pays de production :  États-Unis
- Langue originale : anglais
- Format : noir et blanc — 35 mm — 1,37:1 — son Mono (Western Electric Sound System)
- Genre : Screwball comedy
- Durée : 81 minutes
- Dates de sortie : 
  - États-Unis : 9 octobre 1936
  - France : 26 février 1937

## Distribution
- Joan Bennett : Monica "Rusty" Fleming
- Cary Grant : Charlie Mason
- George Bancroft : Pete Stagg
- Conrad Nagel : Roger Dodacker
- Gene Lockhart : Archiduc Gustav Ernest
- William Demarest : "Smiles" Benson
- Inez Courtney : Mary Lawson
- Edward Brophy : "Squinty"
- Purnell Pratt : Howard Van Dorn
- Douglas Wood : Willett
- George Meeker : Gordon Blaker
- Damon Ford : Mike Haley
- Lois Wilson : Laura Dodacker
- Mary Forbes : Mme Dodacker
- George Offerman Jr. : Sammy Smith
- John Henry Allen : Jonathan
- George Davis (non crédité) : serveur